# Internationales Congress Center Dresden

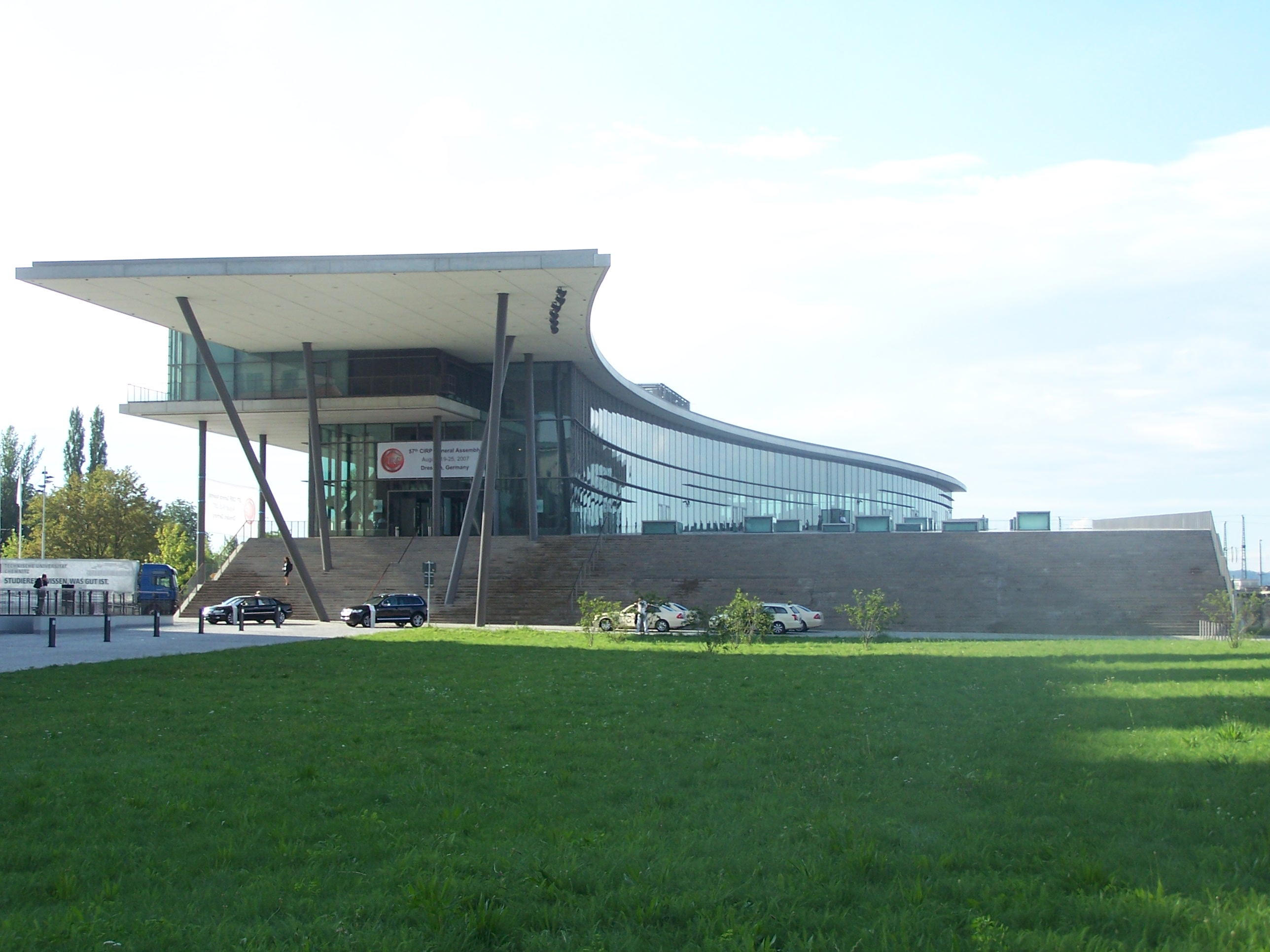
Internationales Congress Center Dresden: Haupteingang und Freitreppe im Süden

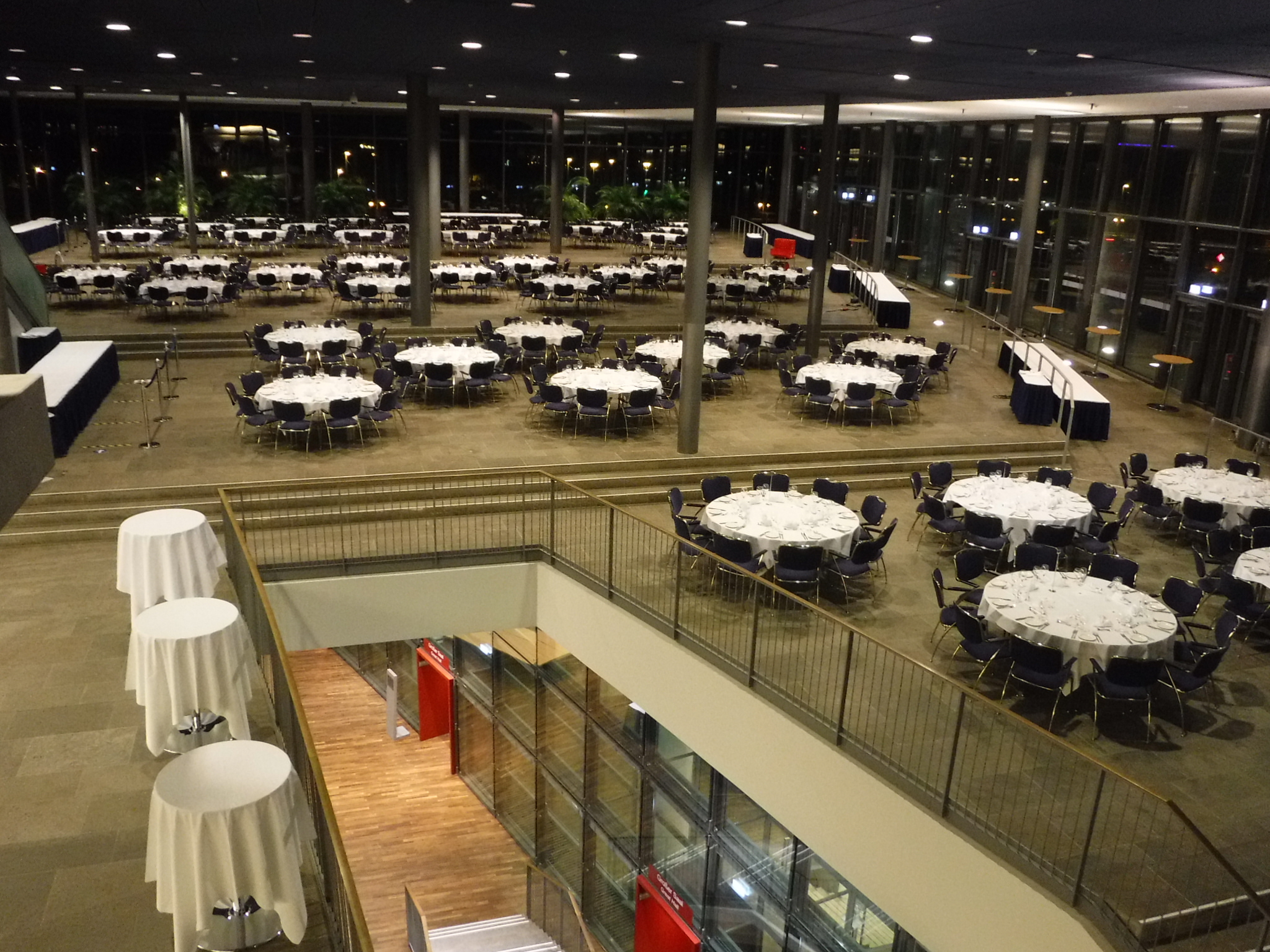
Terrassenebene innen

Das Internationale Congress Center Dresden (ICD) wurde 2004 eröffnet und bietet Platz für bis zu 6.800 Konferenzteilnehmer. Es befindet sich unweit der Dresdner Altstadt am südlichen Elbufer in direkter Nachbarschaft zum Erlweinspeicher. Es ist damit Teil des Gebäudeensembles Neue Terrasse, bestehend aus dem Sächsischen Landtag, dem Erlweinspeicher und dem Kongresszentrum.

## Geschichte

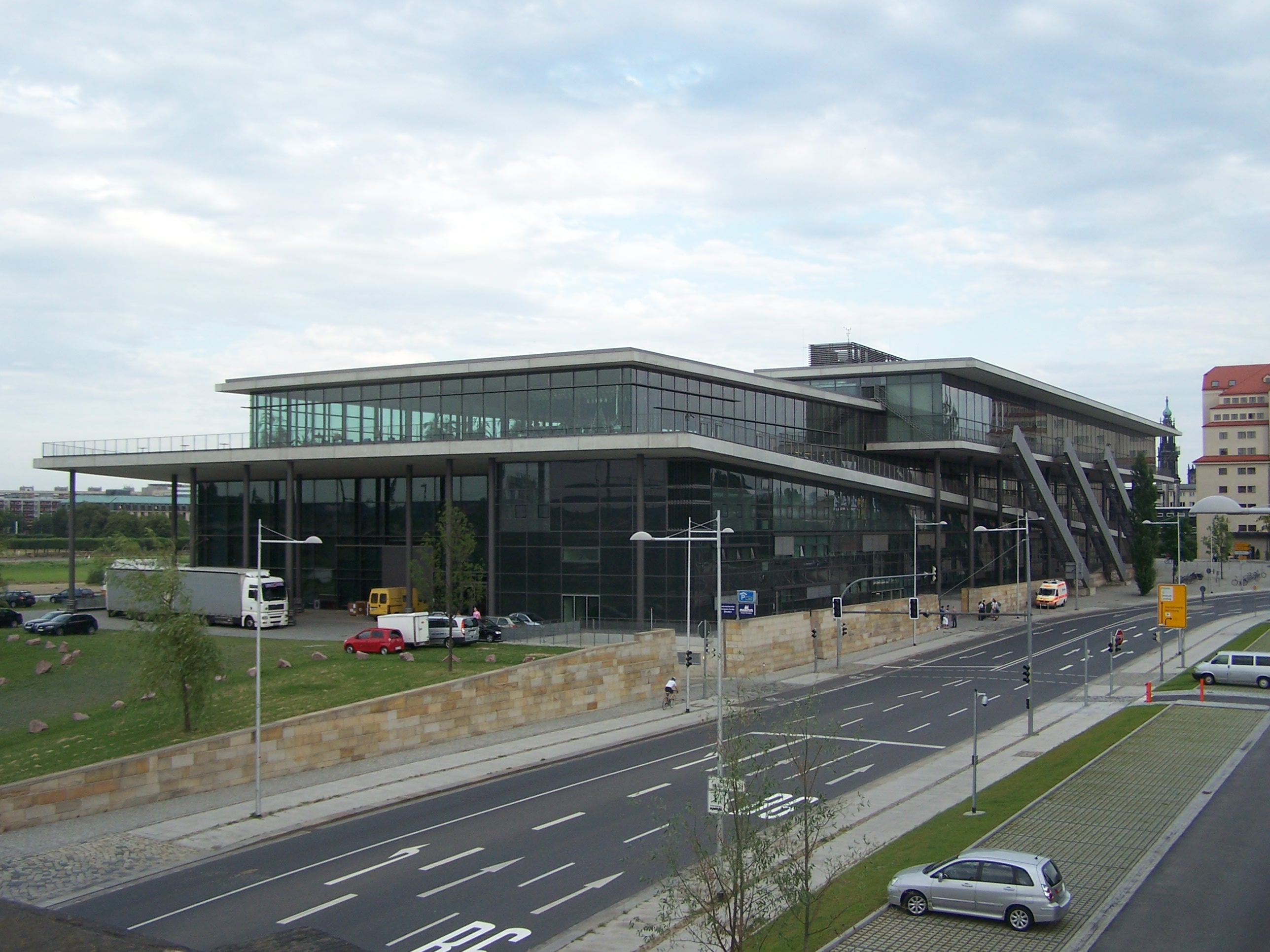
Blick von der Marienbrücke: Ansicht des ICD von Südosten

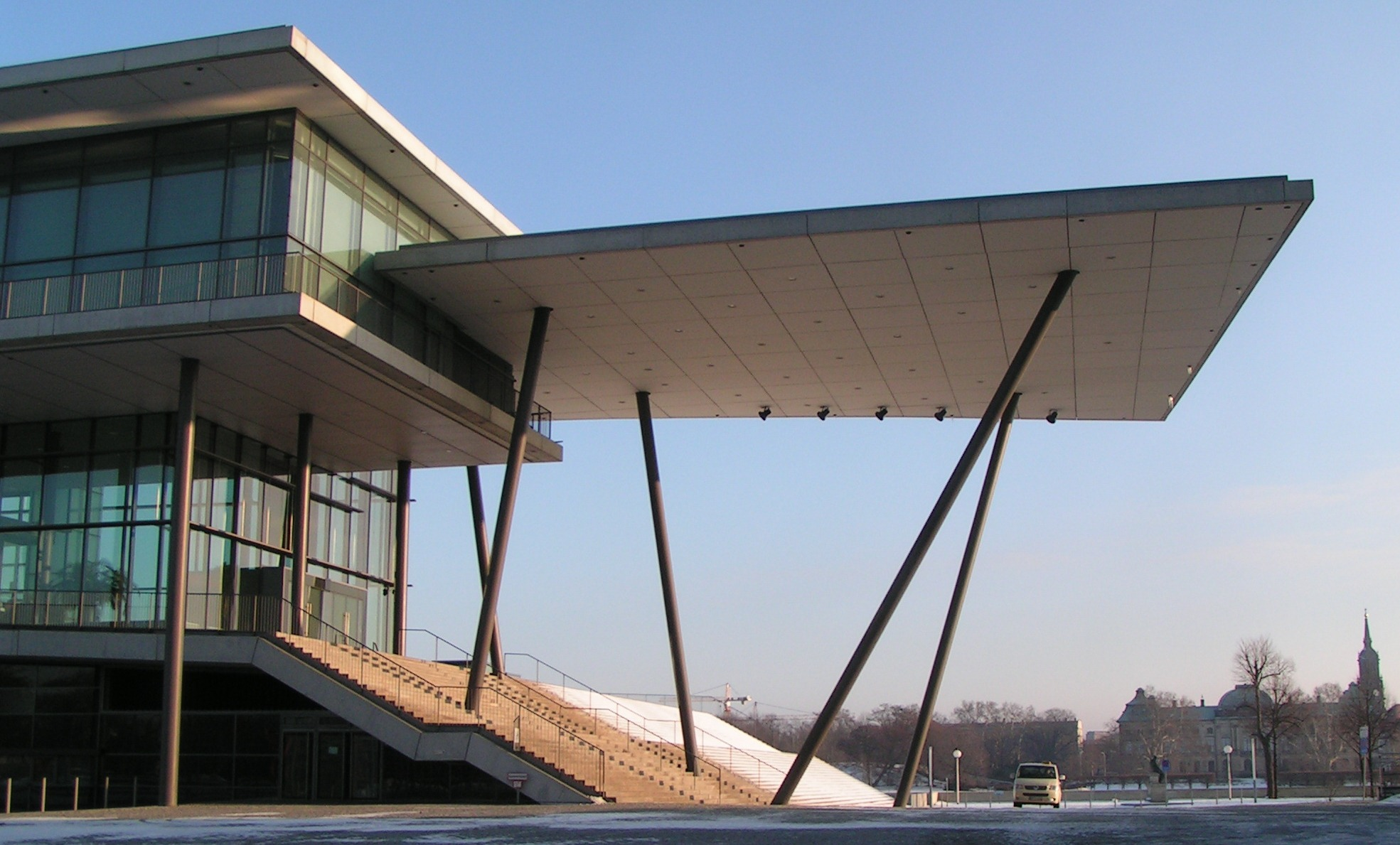
Überdachung der Freitreppe des ICD, Blick über die Elbe zum Japanischen Palais

Einen 1998 ausgelobten Realisierungswettbewerb zum künftigen Kongresszentrum der Stadt Dresden gewann das Architekturbüro Storch Ehlers Partner aus Hannover. Es wurde zwischen 2001 und 2004 nach den Plänen von Hinrich Storch, Walter Ehlers, Martin Bockelmann, Reinhard W. Klaus mit Speckmann „in Fortführung der Achitektursprache vom Neuen Landtag“ erbaut und am 16. Mai 2004 eröffnet.
Am Abend des 26. September 2016, eine Woche vor den Feierlichkeiten zum Tag der Deutschen Einheit, gab es auf der Terrasse des ICD einen Sprengstoffanschlag mit mutmaßlich fremdenfeindlichem Hintergrund. Kurz zuvor war ein weiterer Sprengsatz vor einer Moschee im Dresdener Stadtteil Cotta explodiert. Verletzt wurde niemand.

## Beschreibung
Genauso wie der Landtag hat das Kongressgebäude ein „weit auskragende[s] Vordach “, das über dem Haupteingang hinausragt. Während jedoch das Landtagsgebäude die Neue Nationalgalerie von Mies van der Rohe in Berlin zitiert, hat das Kongressgebäude stilistische Ähnlichkeiten mit dem für das Versandhaus Neckermann von Egon Eiermann von 1958–1961 in Frankfurt am Main errichteten Gebäude. So wurden wie beim Kaufhaus die Treppen außen verlegt. Das Gebäude ist ganz im Stil der „dialogische[n] Architektur“ erbaut. Das Bauwerk steht in Wechselbeziehung zu den Formen der Elbe und überträgt die Kurven des Flusses auf die Architektur. Von der Terrasse des Kongresszentrums hat man einen guten Ausblick auf die Dresdner Altstadt im Südosten, auf das Japanische Palais am gegenüberliegenden Elbufer und auf das Ostragehege im Nordwesten. Die zur Elbseite gebaute schwunghafte Glasfassade ist dem Flussverlauf der Elbe nachempfunden. Hierfür wurde Sicherheitsglas der Saint Gobain Sekurit aus dem Glaswerk Maltitz verbaut.

## Nutzung
Betreiber des Kongresszentrums ist die Maritim Hotelgesellschaft, welche ebenfalls das Hotel im Erlweinspeicher betreibt. Von 2006 bis 2008 fand immer im Juni im ICD die International Supercomputer Conference, die größte europäische Fachkonferenz für Supercomputing, statt. Das Kongresszentrum Dresden war Austragungsort der Schach-Europameisterschaft 2007 und der Schacholympiade 2008. Von 2008 bis 2010 fand in dem Gebäude die Messe Printed Electronics Europe statt.

## Rezeption

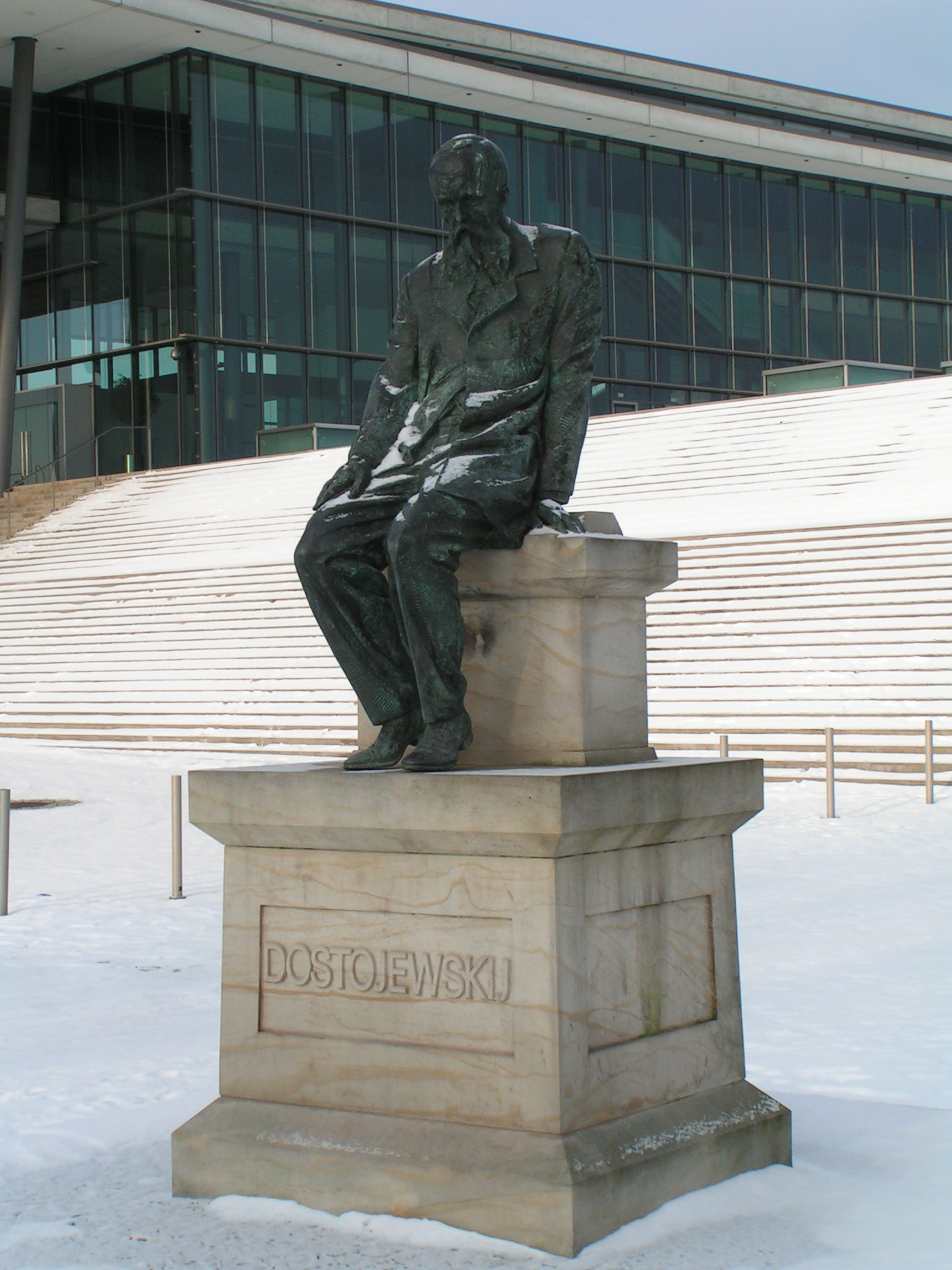
Dostojewski-Denkmal südöstlich des Kongresszentrums

„Selten verändert sich heute in Deutschland eine berühmte historische Stadtsilhouette durch die Hinzufügung neuer Bausteine. In Dresden geschieht dies nicht nur durch das Wachsen der großen Kuppel der Frauenkirche. Auch das Kongresszentrum ist seit neuestem markanter Bestandteil der Dresdner Stadtkulisse auf der Altstadtseite. Die aufsteigende Schräge der Terrasse markiert das westliche Ende der Innenstadt und baut eine direkte Blickbeziehung zum landschaftlich geprägten Ostragehege auf. Geschwungene Linien sind eine Metapher für die Wellen des Flusses. Der Zugang über die Terrasse inszeniert die Stadt: Das hoch liegende Eingangsfoyer erlaubt eine vollständige Rundsicht auf das Elbufer. Großzügige Verglasungen erlauben auch aus dem Inneren heraus immer wieder die visuelle Kontaktaufnahme zur Stadt. Das Kongresszentrum ist eine gelungene und weiterführende Ergänzung der prachtvollen historischen Großbauten.“

## Verkehrsanbindung
In der Könneritzstraße befindet sich eine Haltestelle der Straßenbahn Dresden mit dem Namen „Kongresszentrum (Haus der Presse)“.